# 卡洛·平索利奥
卡洛·平索利奥（義大利語：Carlo Pinsoglio；1990年3月16日—）是意大利职业足球运动员，场上司职门将，目前效力于意甲球队尤文图斯 。

## 俱乐部生涯

### 尤文图斯
平索利奥在意大利豪门尤文图斯开始了他的职业生涯，并在该俱乐部的青年队中崭露头角。 平索利奥从2008年开始担任门将，直到2009-10赛季结束时离开青年队。 在他升到尤文图斯一线队后，平索利奥被租借到意大利职业一级足球联赛的維亞雷焦，在那里他成为了俱乐部的首发门将。 碰巧的是，同样从尤文图斯租借而来的乔治·梅拉诺担任他的替补。平索利奥在职业生涯的第一个赛季中为俱乐部出场25次，并于2011年6月30日回到了都灵。 回到尤文图斯后，平索利奥再次被租借出去。2011年7月，他和因莫比莱一起租借加盟意乙俱乐部佩斯卡拉。2011年9月10日，他在对阵克罗托内的比赛中首次亮相，成为本场比赛的首发门将，帮助球队以2-0获胜。在2011-12赛季乙级联赛前半段，他主要是老将卢卡·阿纳尼亚的替补，仅出场5次。

### 维琴察
2012年1月，尤文图斯召回了平索利奥，但作为法烏斯托·羅西交易的一部分被尤文图斯以球员共有权的形式出售到意乙球队维琴察。  平索利奥仍旧作为替补守门员。他成为俱乐部的第二选择，排在阿爾貝托·弗里森之后，老将保罗·阿切比斯之前。他在俱乐部的前五个月仅出场3次，包括其中最后一场在保级关键站中输给恩波利。 但是，由于莱切参与了2011年意大利足球博彩丑闻而被迫降级，因此该维琴察得以继续留在乙级联赛。在将弗里森出售给卡塔尼亚之后，他开始在2012-13赛季乙级联赛成为俱乐部的首发门将。平索利奥出场20次后失去了主力位置，成为了2013年1月加盟的尼古拉斯·布雷梅克的替补。维琴察在该赛季末降级。 
2013年6月20日，维琴察和尤文图斯续签了尼科·比安科尼，卢卡·卡斯蒂利亚以及平索利奥的共同所有权。 

#### 摩德纳（租借）
2013年7月23日，平索利奥从维琴察租借到了意乙的摩德纳，以换取安吉洛·迪·斯塔西奥的全部注册权。 

### 回归尤文图斯
2014年6月20日，尤文图斯宣布，他们以70万欧元的价格获得了平索利奥合同的全部所有权， 比安科尼以60万欧元的价格回到了维琴察，  平索利奥签署了为期3年的合同。  

#### 摩德纳（租借）
然而，2014年7月4日，在2014-15赛季意乙联赛开始之前，平索利奥以两年的租借期回到了摩德纳。 

#### 利沃诺（租借）
2015年8月3日，平索利奥被利沃诺签下。 

#### 拉蒂纳（租借）
2016年7月，平索利奥从尤文图斯租借到了了勒天拿 。 

#### 在尤文图斯的首秀
2018年5月19日，在该赛季的最后一场比赛中，平索利奥上演了意甲和尤文图斯的处子秀，在第64分钟换下俱乐部的首发门将布冯，仅在第76分钟被切尔奇攻入一球，帮助球队2比1战胜维罗纳。赛后，俱乐部庆祝赢得联赛冠军和杯赛双冠王。 
2018年9月27日，平索利奥与尤文图斯签订了为期两年的续约合同，这将使他在俱乐部效力至2020年6月。 

## 国家队生涯
平索利奥曾入选意大利U-20国家队。2011年2月8日，他在意大利对阵英格兰的友谊赛中首次亮相。尽管他没有在入选2013年UEFA欧洲21岁以下足球锦标赛的最终阵容，他还是代表了U-21国家队参加了另外8次比赛（其中3场为欧洲U-21竞标赛预选赛 ）。 

## 荣誉
尤文图斯 
- 意甲：2017-18、2018-19、2019-20
- 意大利杯： 2017-18、2020-21[18]賽季
- 意大利超级杯 ： 2018、2020